# Alejandro Fernández Mouján
Alejandro Fernández Mouján ( Argentina, 21 de octubre de 1952 ) es un director de cine dedicado al género del documental.

## Actividad profesional
Inició su actividad vinculada al cine como director de fotografía del mediometraje Buenos Aires, crónicas villeras dirigido por Carmen Guarini y Marcelo Céspedes en 1986 y del cortometraje de los mismos directores A los compañeros la libertad del año siguiente. En 1989 produjo y dirigió su primer documental, el mediometraje Banderas de humo y en 1998 estrenó el primero de sus varios largometrajes, Caminos del Chaco. En 2001 fundó con el director Pablo Reyero la compañía Océano Films SA y odirigió con el mismo el filme Argentina, un país, infinitas posibilidades para la Comisión Argentina de Filmaciones del Instituto Nacional de Cine y Artes Audiovisuales.
Desde 2006 es Jefe del Departamento de Cine de Canal 7.
La película Caminos del Chaco fue seleccionada para ser exhibida en el XX Festival del Nuevo Cine Latino americano de La Habana,
Cuba, 1998, en el XII Festival del Cinema Latino americano de Trieste, Italia, 1998 y en la VIII Muestra Nacional de Cine y Video Documental Antropológico y Social del Instituto Nacional de Antropología y Pensamiento Latino americano. Rosario.
Argentina, noviembre de 1998.
El filme Las Palmas, Chaco fue exhibido en septiembre de 2002 en el Festival Internacional Tres Continentes del Documental. Selección “Muestra Competitiva Internacional”, en el International Documentary Filmfestival Ámsterdam de 2002, en la IV Muestra
Internacional Documental realizada en Bogotá en 2002, en el 15èmes Rencontres Cinémas d’Amérique Latine de Toulouse Francia, en 2003, en las Visions du Réel, Nyon, Suiza, “Séances Spéciales”  de 2003. en el Festival Internacional de Cine Pobre, Cuba, 2003 y en el XXI Festival Cinematográfico Internacional del Uruguay 2003.
La película Sólo se escucha el viento fue exhibida en el Festival Latino americano de Rosario 2004 y en Visions du Réel 2005, en nyon, suiza. Espejo para cuando me pruebe el smoking se exhibió en la sección Competencia Argentina del Festival Internacional de Cine Independiente de Buenos Aires BAFICI, Argentina en abril de 2005, Festival Internacional de Cine Latino americano de La Habana 2005 y, en función especial, en el FIDMARSEILLE, marsella, Francia 2006
Pulqui, un instante en la patria de la felicidad fue exhibida en el Festival Internacional de Cine Independiente de Buenos Aires BAFICI abril de 2007. -Categoría Largometraje Documental, en el Festival Internacional de Cine de Jerusalén (Israel) en  julio de 2007 y en el Festival Internacional de films de amiens; Francia en noviembre de 2007-

## Filmografía
Intervino en los siguientes filmes:
Director
- El otoño del ceibo (cortometraje, 2016)
- Damiana Kryygi	2015
- Huellas de un siglo 2010
- Los resistentes	2009
- Soy un alma sin ley en el mundo	2008
- Pulqui, un instante en la patria de la felicidad	2007
- Espejo para cuando me pruebe el smoking	2005
- Sólo se escucha el viento	2004
- Un tango para Misiones 2004[6]
- Los convidados de piedra	2003
- Nunca son demasiados	2003
- Las Palmas, Chaco	2002
- Caminos del Chaco	1998
- Banderas de humo	(mediometraje, 1989)

Guionista
- Damiana Kryygi	2015
- Los resistentes	2009
- Pulqui, un instante en la patria de la felicidad	2007
- Espejo para cuando me pruebe el smoking	2005
- Caminos del Chaco	1998

Producción
- Damiana Kryygi	2015
- Las Palmas, Chaco	2002
- Caminos del Chaco	1998

Fotografía
- Tierra sublevada 2: Oro negro	2011
- Tierra sublevada: oro impuro	2009
- Los resistentes	2009
- La próxima estación	2008
- Pulqui, un instante en la patria de la felicidad	2007
- Argentina latente	2006
- Cinco miembros (mediometraje, 2006)
- Espejo para cuando me pruebe el smoking	2005
- Parapalos	2004
- Memoria del saqueo	2003
- Las Palmas, Chaco	2002
- Los de afuera son de palo; memorias del maracanazo (mediometraje, 2000)
- Los libros y la noche	2000
- Caminos del Chaco 1999
- Cazadores de utopías	1995
- A los compañeros la libertad (cortometraje, 1987)
- Buenos Aires, crónicas villeras (mediometraje, 1986)

Cámara
- Tierra sublevada 2: Oro negro	2011
- Tierra sublevada: oro impuro	2009
- Regreso a Fortín Olmos	2008
- La próxima estación	2008
- Pulqui, un instante en la patria de la felicidad	2007
- Argentina latente	2006
- Espejo para cuando me pruebe el smoking	2005
- Las Palmas, Chaco	2002
- Los libros y la noche	2000
- Cicatrices	1999
- Candela (cortometraje, 1999)
- Convivencia  1994

Asistente de Cámara
- La dignidad de los nadies	2005

Primer asistente de cámara
- * El lado oscuro del corazón 1992

2.ª unidad de cámara
- La venganza	1999

Montaje
- Pulqui, un instante en la patria de la felicidad	2007
- Espejo para cuando me pruebe el smoking	2005

Investigación
- Damiana Kryygi	2015
- Las Palmas, Chaco	2002

Sonido
- Espejo para cuando me pruebe el smoking	2005

## Premios y nominaciones
Tuvo los siguientes premios y nominaciones:
- Damiana Kryygi

Nominada al Premio Cóndor de Plata 2016 a la mejor película documental otorgado por la Asociación de Cronistas Cinematográficos de la Argentina. 
Ganadora de una Mención Especial en Cine Documental en el Festival de Cine Latinoamericano de Biarritz 2016.
- Pulqui, un instante en la patria de la felicidad

Nominada al Premio Cóndor de Plata 2008 al mejor videofilm y al Mejor Guion de largometraje documental.
Premio a la Mejor Película Argentina año 2007 otorgado por FIPRESCI ARGENTINA.
Premio al Mejor Guion Documental año 2007 otorgado por ARGENTORES
Mención Especial del Jurado del Público. Competencia Internacional/Premiere
Mundial en el Festival Internacional de Cine de Nyon "Visions du reel". Suiza / abril de 2007.
Premio Centinela al Mejor Director Alejandro Fernández Mouján. Sección Competitiva Largometraje Documental en el Festival Argentino Competitivo de Tandil. Argentina / junio de 2007. -
- Caminos del Chaco

Ganadora del Premio Movimiento Ecuménico por los Derechos Humanos, por su aporte a la
defensa de los Derechos Humanos en el II Festival Nacional de Cine y Video Documental, Avellaneda, 1999, y ganador en el I Concurso de proyectos para Telefilms del Instituto Nacional de Cine y Artes Audiovisuales, 1995 
- Banderas de humo

Ganadora del 1.er. Premio en la categoría documental en el Encuentro de Realizadores Ciudad de Santa Fe, 1991.